# Liste der bedeutendsten Schachturniere (1950–1959)
Dies ist eine Teilliste der Liste der bedeutendsten Schachturniere, die den Zeitraum 1950 bis 1959 umfasst.

## Liste
| Jahr      | Ort                 | Veranstaltung                    | Sieger                                                                  | 2. Platz                                                                              | 3. Platz |
| --------- | ------------------- | -------------------------------- | ----------------------------------------------------------------------- | ------------------------------------------------------------------------------------- | --- |
| 1949/1950 | Hastings            | Weihnachtsturnier                | László Szabó (Ungarn)                                                   | Nicolas Rossolimo (USA)                                                               | Max Euwe (Niederlande)                                                                                               |
| 1950*     | Budapest            | Kandidatenturnier                | David Bronstein (UdSSR), Isaak Boleslawski (UdSSR)                      |                                                                                       | Wassili Smyslow (UdSSR)                                                                                              |
| 1950      | Mar del Plata       | Internationales Turnier          | Svetozar Gligorić (Jugoslawien)                                         | Vasja Pirc (Jugoslawien), Carlos Guimard (Argentinien)                                | |
| 1950      | Szczawno Zdrój      | Przepiorka-Gedenkturnier         | Paul Keres (UdSSR)                                                      | Gedeon Barcza (Ungarn), László Szabó (Ungarn)                                         | |
| 1950      | Amsterdam           | Internationales Turnier          | Miguel Najdorf (Argentinien)                                            | Samuel Reshevsky (USA)                                                                | Gideon Ståhlberg (Schweden)                                                                                          |
| 1950/1951 | Hastings            | Weihnachtsturnier                | Wolfgang Unzicker (BRD)                                                 | Alberic O’Kelly de Galway (Belgien), Nicolas Rossolimo (USA)                          | |
| 1951      | New York City       | Wertheim-Gedenkturnier           | Samuel Reshevsky (USA)                                                  | Max Euwe (Niederlande), Miguel Najdorf (Argentinien)                                  | |
| 1951      | Birmingham          | Staunton-Gedenkturnier           | Svetozar Gligorić (Jugoslawien)                                         | Vasja Pirc (Jugoslawien), Gideon Ståhlberg (Schweden), Petar Trifunović (Jugoslawien) | |
| 1951      | Mariánské Lázně     | Zonenturnier                     | Luděk Pachman (Tschechoslowakei)                                        | László Szabó (Ungarn)                                                                 | Gedeon Barcza (Ungarn), Gösta Stoltz (Schweden)                                                                      |
| 1951      | Bad Pyrmont         | Zonenturnier                     | Svetozar Gligorić (Jugoslawien)                                         | Wolfgang Unzicker (BRD)                                                               | Lodewijk Prins (Niederlande), Aleksandar Matanović (Jugoslawien)                                                     |
| 1951/1952 | Hastings            | Weihnachtsturnier                | Svetozar Gligorić (Jugoslawien)                                         | Daniel Abraham Yanofsky (Kanada)                                                      | Lothar Schmid (BRD)                                                                                                  |
| 1952      | Budapest            | Maroczy-Gedenkturnier            | Paul Keres (UdSSR)                                                      | Efim Geller (UdSSR)                                                                   | Michail Botwinnik (UdSSR), Gideon Ståhlberg (Schweden), Wassili Smyslow (UdSSR)                                      |
| 1952      | Beverwijk           | Hoogovens-Turnier                | Max Euwe (Niederlande)                                                  | Alberic O’Kelly de Galway (Belgien)                                                   | Daniel Abraham Yanofsky (Kanada), Ludwig Rellstab (BRD)                                                              |
| 1952      | Havanna             | Internationales Turnier          | Samuel Reshevsky (USA)                                                  | Miguel Najdorf (Argentinien)                                                          | Svetozar Gligorić (Jugoslawien)                                                                                      |
| 1952*     | Saltsjöbaden        | Interzonenturnier                | Alexander Kotow (UdSSR)                                                 | Tigran Petrosjan (UdSSR)                                                              | Mark Taimanow (UdSSR)                                                                                                |
| 1953      | Bukarest            | Internationales Turnier          | Alexander Tolusch (UdSSR)                                               | Tigran Petrosjan (UdSSR)                                                              | Wassili Smyslow (UdSSR)                                                                                              |
| 1953*     | Neuhausen/Zürich    | Kandidatenturnier                | Wassili Smyslow (UdSSR)                                                 | David Bronstein (UdSSR), Paul Keres (UdSSR), Samuel Reshevsky (USA)                   | |
| 1953      | Mar del Plata       | Internationales Turnier          | Svetozar Gligorić (Jugoslawien)                                         | Miguel Najdorf (Argentinien)                                                          | Julio Bolbochán (Argentinien)                                                                                        |
| 1953/1954 | Hastings            | Weihnachtsturnier                | Conel Hugh O’Donel Alexander (Irland), David Bronstein (UdSSR)          |                                                                                       | Alberic O’Kelly de Galway (Belgien)                                                                                  |
| 1954      | Bukarest            | Internationales Turnier          | Viktor Kortschnoi (UdSSR)                                               | Raschid Neschmetdinow (UdSSR)                                                         | Ratmir Cholmow (UdSSR), Miroslav Filip (Tschechoslowakei)                                                            |
| 1954      | Prag                | Zonenturnier                     | Luděk Pachman (Tschechoslowakei)                                        | László Szabó (Ungarn)                                                                 | Bogdan Śliwa (Polen)                                                                                                 |
| 1954      | Belgrad             | Internationales Turnier          | David Bronstein (UdSSR)                                                 | Aleksandar Matanović (Jugoslawien)                                                    | Petar Trifunović (Jugoslawien)                                                                                       |
| 1954/1955 | Hastings            | Weihnachtsturnier                | Wassili Smyslow (UdSSR), Paul Keres (UdSSR)                             |                                                                                       | Luděk Pachman (Tschechoslowakei), László Szabó (Ungarn), Andrija Fuderer (Jugoslawien)                               |
| 1955      | Mar del Plata       | Internationales Turnier          | Boris Ivkov (Jugoslawien)                                               | Miguel Najdorf (Argentinien)                                                          | Svetozar Gligorić (Jugoslawien)                                                                                      |
| 1955      | Buenos Aires        | Internationales Turnier          | Boris Ivkov (Jugoslawien)                                               | Svetozar Gligorić (Jugoslawien)                                                       | Herman Pilnik (Argentinien)                                                                                          |
| 1955      | Göteborg            | Interzonenturnier                | David Bronstein (UdSSR)                                                 | Paul Keres (UdSSR)                                                                    | Oscar Panno (Argentinien)                                                                                            |
| 1955      | Zagreb              | Internationales Turnier          | Wassili Smyslow (UdSSR)                                                 | Boris Ivkov (Jugoslawien)                                                             | Aleksandar Matanović (Jugoslawien)                                                                                   |
| 1955/1956 | Hastings            | Weihnachtsturnier                | Viktor Kortschnoi (UdSSR), Friðrik Ólafsson (Island)                    |                                                                                       | Boris Ivkov (Jugoslawien)                                                                                            |
| 1956      | Dresden             | Internationales Turnier          | Juri Awerbach (UdSSR), Ratmir Cholmow (UdSSR)                           |                                                                                       | Victor Ciocâltea (Rumänien)                                                                                          |
| 1956      | Moskau              | Alexander-Aljechin-Gedenkturnier | Michail Botwinnik (UdSSR), Wassili Smyslow (UdSSR)                      |                                                                                       | Mark Taimanow (UdSSR)                                                                                                |
| 1956*     | Amsterdam           | Kandidatenturnier                | Wassili Smyslow (UdSSR)                                                 | Paul Keres (UdSSR)                                                                    | David Bronstein (UdSSR), László Szabó (Ungarn), Efim Geller (UdSSR), Tigran Petrosjan (UdSSR), Boris Spasski (UdSSR) |
| 1956/1957 | Hastings            | Weihnachtsturnier                | Svetozar Gligorić (Jugoslawien), Bent Larsen (Dänemark)                 |                                                                                       | Friðrik Ólafsson (Island), Alberic O’Kelly de Galway (Belgien)                                                       |
| 1957      | Mar del Plata       | Internationales Turnier          | Paul Keres (UdSSR)                                                      | Miguel Najdorf (Argentinien)                                                          | Alexander Kotow (UdSSR), Oscar Panno (Argentinien)                                                                   |
| 1957      | Beverwijk           | Hoogovens-Turnier                | Aleksandar Matanović (Jugoslawien)                                      | Gideon Ståhlberg (Schweden)                                                           | Jan Hein Donner (Niederlande)                                                                                        |
| 1957      | Gotha               | Internationales Turnier          | David Bronstein (UdSSR)                                                 | Luděk Pachman (Tschechoslowakei)                                                      | Jewgeni Wasjukow (UdSSR)                                                                                             |
| 1957      | Szczawno Zdrój      | Internationales Turnier          | Efim Geller (UdSSR)                                                     | Ratmir Cholmow (UdSSR)                                                                | László Szabó (Ungarn)                                                                                                |
| 1957      | Dallas              | Internationales Turnier          | Svetozar Gligorić (Jugoslawien), Samuel Reshevsky (USA)                 |                                                                                       | Bent Larsen (Dänemark), László Szabó (Ungarn)                                                                        |
| 1957/1958 | Hastings            | Weihnachtsturnier                | Paul Keres (UdSSR)                                                      | Svetozar Gligorić (Jugoslawien)                                                       | Miroslav Filip (Tschechoslowakei)                                                                                    |
| 1958      | Mar del Plata       | Internationales Turnier          | Bent Larsen (Dänemark)                                                  | William Lombardy (USA)                                                                | Erich Eliskases (Argentinien), Oscar Panno (Argentinien), Raúl Sanguineti (Argentinien)                              |
| 1959      | Portorož            | Interzonenturnier                | Michail Tal (UdSSR)                                                     | Svetozar Gligorić (Jugoslawien)                                                       | Tigran Petrosjan (UdSSR), Pál Benkő (USA)                                                                            |
| 1959      | Mar del Plata       | Internationales Turnier          | Miguel Najdorf (Argentinien), Luděk Pachman (Tschechoslowakei)          |                                                                                       | Bobby Fischer (USA), Boris Ivkov (Jugoslawien)                                                                       |
| 1959      | Moskau              | Alexander-Aljechin-Gedenkturnier | David Bronstein (UdSSR), Wassili Smyslow (UdSSR), Boris Spasski (UdSSR) |                                                                                       | |
| 1959*     | Bled/Zagreb/Belgrad | Kandidatenturnier                | Michail Tal (UdSSR)                                                     | Paul Keres (UdSSR)                                                                    | Tigran Petrosjan (UdSSR)                                                                                             |
| 1959      | Zürich              | Internationales Turnier          | Michail Tal (UdSSR)                                                     | Svetozar Gligorić (Jugoslawien)                                                       | Bobby Fischer (USA), Paul Keres (UdSSR)                                                                              |
| 1959      | Riga                | Turnier                          | Boris Spasski (UdSSR)                                                   | Vladas Mikėnas (UdSSR)                                                                | Alexander Tolusch (UdSSR)                                                                                            |